# لوكاس (لاعب كرة قدم)
لوكاس (بالبرتغالية: Lucas Carvalho da Silva‏) هو لاعب كرة قدم برازيلي في مركز الدفاع، ولد في 1 أبريل 1996 في ريو دي جانيرو في البرازيل. لعب مع نادي فلومينينسي.

## وصلات خارجية
- لوكاس (لاعب كرة قدم) على موقع رابطة كرة القدم اليابانية للمحترفين (اليابانية)
- لوكاس (لاعب كرة قدم) على موقع قاعدة بيانات كرة القدم.إي يو (الإنجليزية)
- لوكاس (لاعب كرة قدم) على موقع Soccerway.com (الإنجليزية)
- لوكاس (لاعب كرة قدم) على موقع عالم كرة القدم.نت (الإنجليزية)